# Heike Barth
Heike Barth (* in Frankfurt am Main als Heike Tittmann; unter dem Künstlernamen Cyra aktiv) ist eine deutsche Pop- und Crossover-Sängerin.

## Leben
Heike Barth nahm als Teenager Klavierunterricht schrieb eigene Songs. Im Alter von 17 Jahren wurde ihr Debütalbum in England aufgenommen. Produziert von Mike Weller erschien es unter dem Titel Wie ein Baum will ich sein … beim christlichen Musiklabel Lord Records. Als Leadsängerin der Rockband Pieces ging sie Ende 1984 auf Europa-Tour, auf der das im folgenden Jahr bei Pila Music veröffentlichte Live-Album Face To Face mitgeschnitten wurde. Mit ihrer nächsten Band Shell And The Ocean fasste sie mit einem Vertrag bei EMI auch auf dem säkularen Musikmarkt Fuß. 1999 landete sie mit der Hip-Hop-Formation und dem Chartbreaker Down Low mit der Single Once Upon A Time auf dem vierten Platz der Pop-Charts in Deutschland. Sie arbeitete sowohl live als auch im Studio mit internationalen Künstlern wie Mark Knopfler, Sarah Brightman und Mariah Carey zusammen. Daneben engagierte sie sich weiterhin in der christlichen Musikszene. So wirkte sie bei zahlreichen stilistisch unterschiedlichen Projekten wie Oratorien und Kantaten, aber auch Gospel, Pop und Worship mit christlichen Sängern wie Jan Vering, Arne Kopfermann und Siegfried Fietz sowie Musikproduzenten wie Klaus Heizmann, Jochen Rieger und Gerhard Schnitter mit. Seit Ende 2017 ist Cyra nach mehrjährigem Engagement als Sängerin, Musikerin und Komponistin im Ausland (USA, Norwegen) unter anderem auch wieder in Deutschland tätig.

## Diskografie
- Wie ein Baum will ich sein… (Lord Records, 1979)
- Lord Report, Vol. 1 (Compilation; Lord Records, 1981)

Pieces

(Heike Barth, Andy Staiger, Gerhard Barth, Matt Staiger, Thomas Schmieder)
- Face 2 Face. (Pila, 1985)

Shell And The Ocean

(Heike Barth, Michael Witzel, Stefan Lupp, Thomas Lohr)
- Turn Blue. (EMI, 1989)
- Desire. (EMI, 1989)
- Imprisoned By Emotion. (Single; EMI, 1989)
- The Best! International Chartbreakers, Vol. 1. (Sampler; EMI, 1988)
- A Man And A Woman. (EMI, 1991)

### Mitwirkung
- Space Songs und Sinfonie. (Abakus Musik, 1980)
- Wieder live. (Blue Rose, 1980)
- Entdeckungen. Lieder von Peter Strauch. (Hänssler Music, 1984)
- Über allem ist die Liebe. Kirchentagslieder. (Abakus Musik, 1985)
- Preis und Anbetung sei dir. Die neue Kantate. (Schulte & Gerth, 1992)
- Jesus kommt wieder. Die neue Kantate. (Schulte & Gerth, 1993)
- Jerusalem Schalom. Oratorium. (Schulte & Gerth, 1994)
- Wer glaubt, gewinnt das Leben. (Schulte & Gerth, 1995)
- Hava Nagila. Populäre Jerusalem-Lieder. (Schulte & Gerth, 1995)
- Lass dich auf die Freude ein. Advents- und Weihnachtslieder. (Schulte & Gerth, 1996)
- Dank für Golgatha. Zwei kleine Kantaten. (Schulte & Gerth, 1997)
- Johannes Jourdan – Lass dir an meiner Gnade genügen. (Schulte & Gerth, 1998)
- Die Freude am Herrn ist eure Stärke. (Schulte & Gerth, 1998)
- Das Licht leuchtet in der Finsternis. Oratorium. (Schulte & Gerth, 1998)
- Neue Perspektiven. (Schulte & Gerth, 1999)
- Ich Bin Bei Dir – Vol. 1 (Gerth Medien, 2012)
- Ich Bin Bei Dir – Vol. 2 (Gerth Medien, 2013)